# Pańszczycka Turnia
Pańszczycka Turnia (niem. Pańszczyca Turm, słow. Paňščická veža, węg. Pańszczyca-torony) – wierzchołek w rejonie północnej grani Skrajnego Granatu w polskich Tatrach Wysokich. Wznosi się na wysokość 2106 m w bocznej grani odbiegającej na północny wschód, poprzez Przełączkę pod Fajki (2101 m). W kierunku północno-wschodnim z wierzchołka Pańszczyckiej Turni opada do Pańszczycy duża grzęda o deniwelacji około 250 m. Jej północno-zachodnie zbocze jest względnie łagodne, południowo-wschodnie urwiste. Obydwa opadają do żlebów. Żleb po południowo-wschodniej stronie kończy się w piarżysku Zadnich Usypów. Na zachód Pańszczycka Turnia opada ścianką. Oglądana od tej strony jest tylko skalistym odcinkiem grani, od wschodu ma postać urwistej iglicy.
Wierzchołek Pańszczyckiej Turni to spory blok skalny. Od północnej strony są to pionowe, popękane, czarne bloki litej skały. Skały od południowej strony mają żółtawe zabarwienie. Pańszczycka Turnia opada tu pionowym urwiskiem będącym skutkiem obrywu. W miesięczniku Tatry (nr 4/30) Jan Krupski podaje, że powstał on wskutek zrzucenia bomb, których tutaj pozbył się w czasie II wojny światowej mający kłopoty amerykański bombowiec. Według Władysława Cywińskiego to raczej mit – obryw mógł nastąpić samorzutnie. Poniżej wielkiego piarżyska Zadnich Usypów na dnie Pańszczycy leżą wielkie bloki skalne, które oderwały się od Pańszczyckiej Turni.
Na wierzchołek nie prowadzą żadne oznakowane szlaki turystyczne. Bywa odwiedzana przez taterników podczas przechodzenia granią na Wierch pod Fajki (nie wznosi się bezpośrednio w tej grani, lecz w jej sąsiedztwie). Istnieją na niej też inne drogi wspinaczkowe. Obecnie znajduje się ona poza obszarem udostępnionym do uprawiania taternictwa. Wspinaczka skalna dozwolona jest na niedalekiej grani Wierchu pod Fajki oraz jego ścianach, ale tylko od strony Doliny Gąsienicowej (zachodniej).
Pierwsze znane wejście na szczyt Pańszczyckiej Turni: Witold Henryk Paryski 10 września 1931 r. (najłatwiejszą drogą z Przełączki pod Fajki, 0 stopień trudności w skali tatrzańskiej, 5 min.). Pozostałe drogi wspinaczkowe:
- Północno-wschodnią grzędą; II, 1 1/2 godz.,
- Północno-wschodnią ścianą; na stromych trawach I, 1 godz.,

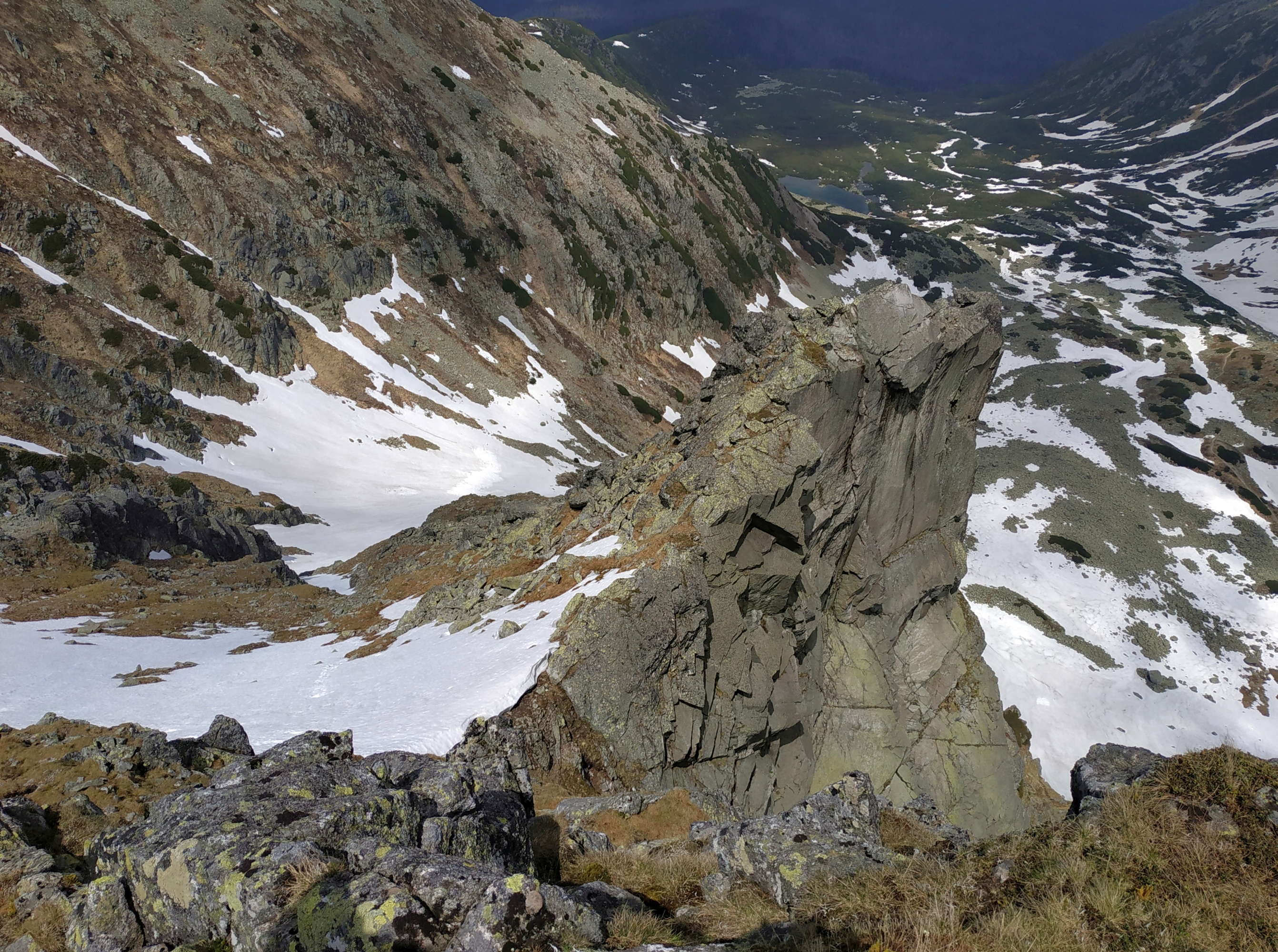
Widok z Wierchu pod Fajki

- Południową ścianą; VII+, 40 min[3].